# Marion Cameron Gray

Gray-Graph

Marion Cameron Gray (* 26. März 1902 in Ayr, Schottland; † 16. September 1979 in Edinburgh, Schottland) war eine schottisch-US-amerikanische Mathematikerin. Sie entdeckte einen ungewöhnlichen halb-symmetrischen kubischen Graphen mit 54 Eckpunkten, der der kleinstmögliche kubische semisymmetrische Graph ist. Dieser Graph ist allgemein als Gray-Graph bekannt.

## Leben
Sie besuchte von 1907 bis 1913 das Ayr-Gymnasium und von 1913 bis 1919 die Ayr-Akademie. 1919 immatrikulierte sie sich an der Universität von Edinburgh, wo sie 1922 den Master mit Auszeichnung in Mathematik und Naturphilosophie abschloss. Danach war sie zwei Jahre als Postdoktorandin bei Edmund Taylor Whittaker in Mathematik an der Universität tätig. Sie trat der Edinburgh Mathematical Society bei, wurde 1923 in das Komitee der Gesellschaft gewählt und blieb zeitlebens Mitglied. 1937 erhielt sie die amerikanische Staatsbürgerschaft. Nach ihrer Pensionierung kehrte sie nach Edinburgh zurück.

## Forschung und Wirkung
1924 reiste sie mit Unterstützung eines britischen Absolventenstipendiums und eines Carnegie-Stipendiums in die USA, um am Bryn Mawr College in Pennsylvania bei Anna Pell Wheeler zu promovieren.  Ihr Forschungsthema lautete „Ein Randwertproblem gewöhnlicher selbstadjugierter Differentialgleichungen mit Singularitäten“. Nach ihrer Promotion kehrte sie nach Edinburgh zurück, um eine Stelle als Universitätsassistentin für Naturphilosophie an der University of Edinburgh anzutreten. Nach einem Jahr ging sie für drei Jahre als Assistentin für Mathematik an das Imperial College London. 1930 kehrte sie in die Vereinigten Staaten zurück und wurde zum Assistant Engineer der Abteilung für Entwicklung und Forschung der American Telephone and Telegraph Company in New York ernannt. Dort entdeckte sie einen ungewöhnlichen halb-symmetrischen kubischen Graphen mit 54 Eckpunkten, bei dem jeder Scheitelpunkt der Endpunkt von drei Kanten ist. Dieser Graph ist der kleinstmögliche kubische semisymmetrische Graph. Sie veröffentlichte allerdings diese Ergebnisse nicht und 1968 entdeckte Bouwer ihn als Antwort auf eine Frage von Jon Folkman. Er beschrieb ihn und erläuterte, wie er Fragen zu Symmetrietypen beantworten konnte. Bouwer schrieb an Gray, dass sie den Graphen zu einer Zeit entdeckt hatte, als die Graphentheorie noch nicht existierte. Der Graph ist allgemein als Gray-Graph bekannt. Von 1934 bis zu ihrer Pensionierung war sie bei Bell Telephone Laboratories tätig, wo sie neben ihren eigenen Forschungsartikeln zahlreiche Übersichten über Veröffentlichungen zur mathematischen Physik zusammenstellte und war Mitglied des Ausschusses der US-Regierung, der 1964 das Handbuch für mathematische Funktionen herausgab. 

## Ehrungen
- 2013: Aufnahme in die Ausstellung "Celebrating Scottish Women of Science" der National Library of Science

## Veröffentlichungen (Auswahl)
- Marion C. Gray:  Note on some Self-Reciprocal Functions in the Double Fourier Transform, J. London Math. Soc., 1931, S.  247–250
- Marion C. Gray: A modification of Hallén's solution of the antenna problem, J. Appl. Phys. 15, 1944, S. 61–65
- Marion C. Gray, S. A. Schelkunoff: The approximate solution of linear differential equations. Bell System Tech. J. 27, 1948, S. 350–364
- Marion C. Gray:  Legendre functions of fractional order, Quart. Appl. Math. 11, 1953, S. 311–318
- Marion C. Gray: Bessel functions of integral order and complex argument, Comm. ACM 4, 1961, S. 169